# Dayton Bombers
Dayton Bombers var ett amerikanskt professionellt ishockeylag som spelade i den amerikanska ishockeyligan East Coast Hockey League/ECHL mellan 1991 och 2009. De spelade sina hemmamatcher i inomhusarenan Ervin J. Nutter Center i Dayton i Ohio. Laget var under sin existens sekundär samarbetspartner till Minnesota North Stars, St. Louis Blues, Dallas Stars och Columbus Blue Jackets i National Hockey League (NHL). Bombers vann aldrig ECHL:s slutspel (Kelly Cup). Laget lades på is efter säsongen 2008-2009 på grund av bristande intresse bland lokalbefolkningen och behovet av en ny arena. Senare under året fick Bombers konkurrens när Dayton Gems bildades i syfte att deltaga i International Hockey League (IHL). Den 25 juni meddelade ägaren Costa Paptista att laget skulle lägga ner efter miserabel försäljning av säsongskort och misslyckade försök att få till en ny arena i staden.
De har haft spelare som Jean-Sébastien Aubin, Eric Boguniecki, Riley Cote, Darren Langdon, Mark Lawrence, Ole-Kristian Tollefsen, Pascal Trépanier och Stephen Valiquette som har spelat för dem och där alla tillhör eller tillhörde olika medlemsorganisationer i NHL.